# Francisc Horvath
Francisc Horvath   (Lugoj, 19 d'octubre de 1928) és un ex-lluitador romanès, especialista en lluita grecoromana, que va competir durant les dècades de 1940 i 1950.
El 1952 va prendre part en els Jocs Olímpics de Hèlsinki, on disputà la prova del pes gall del programa de lluita grecoromana. Als Jocs de Melbourne, el 1956, guanyà la medalla de bronze en la mateixa competició del programa de lluita grecoromana. En el seu palmarès també destaquen vuit títols nacionals.